# منقريش
قرية منقريش هي إحدى القرى التابعة لمركز بنى سويف في محافظة بني سويف في جمهورية مصر العربية. حسب إحصاءات سنة 2006، بلغ إجمالي السكان في منقريش 4015 نسمة، منهم 2025 رجل و1990 امرأة.